# Hamid Rahimi

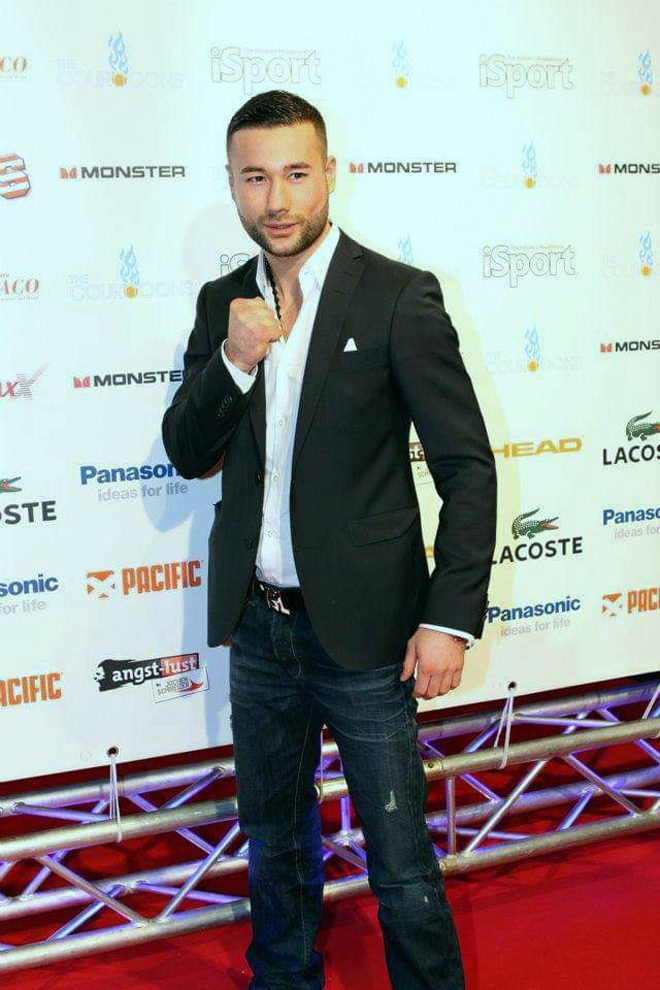
Hamid Rahimi (2022)

Hamid Rahimi (* 1983 in Kabul) ist ein deutsch-afghanischer Profiboxer aus Hamburg mit Doppelstaatsangehörigkeit. Er ist aktueller Titelträger der PABA (Pan Asia Boxing Association) und GBC-Weltmeister.

## Leben
Hamid Rahimi flüchtete 1994 mit seiner Familie vor dem afghanischen Bürgerkrieg nach Hamburg und wuchs dort in ärmlichen Verhältnissen auf. Aufgrund eines Kriegserlebnisses stottert er seit seinem neunten Lebensjahr. Schon mit 16 Jahren fing er an, massenhaft Kokain zu konsumieren und wurde Geldeintreiber, womit er sich einem Gefängnisaufenthalt wegen versuchtem Totschlag einhandelte. Ein Aufenthalt im Gefängnis motivierte ihn, Profiboxer zu werden. Im Jahr 2008 machte er landesweit Schlagzeilen, weil er als vermeintlicher Kopf einer albanischen Drogenbande festgenommen wurde. Ein Übersetzungsfehler seitens der Justiz führte zu einer fälschlichen Verdächtigung, und Rahimi kam nach sechs Monaten Untersuchungshaft frei. Er wurde mit 11 Euro für jeden Tag der Untersuchungshaft entschädigt.

## Karriere
Der Wunsch nach einem besseren Leben und Akzeptanz in der deutschen Gesellschaft ebnete seinen Weg zum Profiboxen. Mit 16 Jahren verbrachte er mehrere Monate in einem Trainingscamp in Thailand, dort begann er sein Selbstbewusstsein mit Thai- und Kickboxen zu stärken. Seit 2003 wird er von Owen Reece im Boxen trainiert. Sein Profidebüt bestritt er 2006 erfolgreich unter dem Boxnamen The Dragon. 2010 war Rahimi PABA Asienmeister und GBC Weltmeister. Ein Profiboxkampf unter dem Motto „Fight for Peace“ wurde nach längerer Vorbereitung am 30. Oktober 2012 in seiner Heimatstadt Kabul ausgetragen. Dieser wurde als erster Profiboxkampf überhaupt und zudem als offizieller WBO-Interkontinental-Meisterschaftskampf zu einem Symbol für „Frieden durch Sport“ in Afghanistan. Mit viel Anerkennung und Euphorie im Land selbst, einem hohen Medieninteresse, einer weltweiten Beachtung und einem TKO-Sieg in der 7. Runde konnten Rahimi und sein Team das Anliegen „Fight for Peace“ als eine sportlich-positive Botschaft aus dem Krisengebiet Afghanistan senden. Im September 2013 wurde seine Autobiografie veröffentlicht. Sein letzter dokumentierter Wettkampf fand am 12. April 2014 statt.

## Hörfunk
- Thomas Gaevert: Fight for Peace in Kabul – Die Geschichte des Boxers Hamid Rahimi – Südwestrundfunk, Erstsendung am 5. März 2014, Reportage für SWR2 Tandem – 25 Minuten.[5]

## Publikationen
- Hamid Rahimi und Mariam Noori: Hamid Rahimi. Die Geschichte eines Kämpfers, Osburg-Verlag, Hamburg 2013, ISBN 978-3-95510-024-7[6]